# Trabesinje
Trabesinje (nemško Trabesing) je naselje v Občini Kotmara vas v Okraju Celovec-dežela na Koroškem v Avstriji.